# Blue Steel (1934)
Blue Steel é um filme norte-americano de 1934, do gênero faroeste, dirigido por Robert N. Bradbury e estrelado por John Wayne e Eleanor Hunt.

## A produção
Produzido nos General Services Studios de Hollywood, com exteriores gravados em Big Pine, o filme tem muitas cenas passadas em locais escuros e apertados, o que denota as limitações de orçamento da Lone Star Productions.
Blue Steel está em domínio público e, portanto, pode ser baixado gratuitamente no Internet Archive.

## Sinopse
O respeitável Malgrove, na realidade chefe de um bando de foras-da-lei, deseja ficar com todas as terras da região, porque há ouro no solo. Para isso, ele força toda a população a abandonar a cidade. O delegado federal John Carruthers e o xerife Jake chegam para investigar e punir os criminosos.[carece de fontes?]

## Elenco

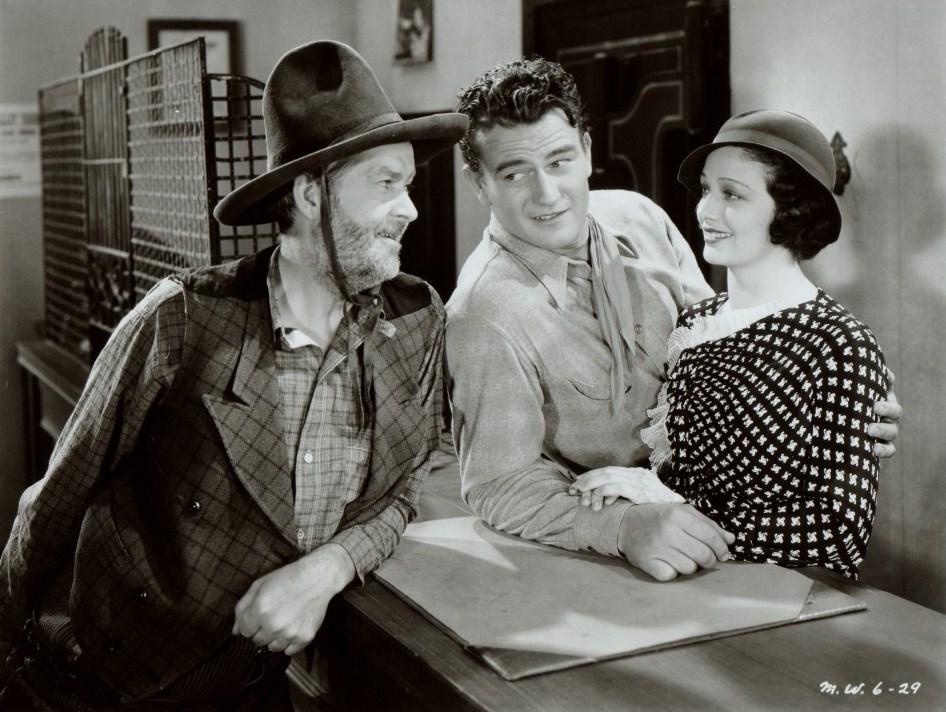
John Wayne (ao centro) em cena do filme

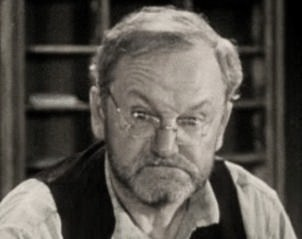
George Cleveland em cena do filme

| Ator/Atriz       | Personagem      |
| ---------------- | --------------- |
| John Wayne       | John Carruthers |
| Eleanor Hunt     | Betty Mason     |
| George Hayes     | Xerife Jake     |
| Edward Peil Sr.  | Malgrove        |
| Yakima Canutt    | Danti           |
| Lafe McKee       | Dan Mason       |
| George Cleveland | Taberneiro      |
| Earl Dwire       | Um capanga      |